# こちら浜松町駅前 文化放送スポーツ部
こちら浜松町駅前 文化放送スポーツ部（こちらはままつちょうえきまえぶんかほうそうすぽーつぶ）は、2007年10月から、毎年文化放送でナイターオフ編成期に毎週月曜17:50-18:30まで放送されているスポーツ情報番組である（2009年3月までは、18:00-18:30までの放送）。通称「こちスポ」。「こちら葛飾区亀有公園前派出所」のパロディ。

## 出演
- 飯塚治（文化放送アナウンサー）
- トークゲスト（主に、文化放送のプロ野球解説者や埼玉西武ライオンズの選手。なお上原浩治は毎年出演している。）

## 概要
主に、ゲストと飯塚のトークと企画、スポーツニュースが放送される。毎年、文化放送で中継がある全日本大学駅伝と、箱根駅伝の中継がある時期になると、特集コーナーが組まれる。

## 2010年のナイターオフ月曜18時台前半枠について
- しかし、2010年10月4日より放送されるナイターオフの月曜18時台前半枠は同日スタートの新夕方ワイド「夕やけ寺ちゃん 活動中」（月 - 金曜 15:30 - 18:30）となり2011年度オフ以降は「SET UP!!」がスタートしたことにより、こちスポは自然消滅となった。

なお、従来この番組内で内包されている「ライオンズエキスプレス」と交通情報（警視庁からの中継）は「夕やけ寺ちゃん」の番組の中で内包される。
| 文化放送 プロ野球オフシーズンの月曜18時台前半                            | 文化放送 プロ野球オフシーズンの月曜18時台前半              | 文化放送 プロ野球オフシーズンの月曜18時台前半                      |
| 前番組                                                                   | 番組名                                                     | 次番組                                                             |
| ------------------------------------------------------------------------ | ---------------------------------------------------------- | ------------------------------------------------------------------ |
| ライオンズエキスプレススーパーDX 赤田将吾の暴れん坊マンデー ※18:00-18:30 | こちら浜松町駅前文化放送スポーツ部 （2007年度 - 2009年度） | 引き続き夕やけ寺ちゃん 活動中 ※15:30-18:30 - 2010年10月4日放送開始 |